# Echinocereus pectinatus

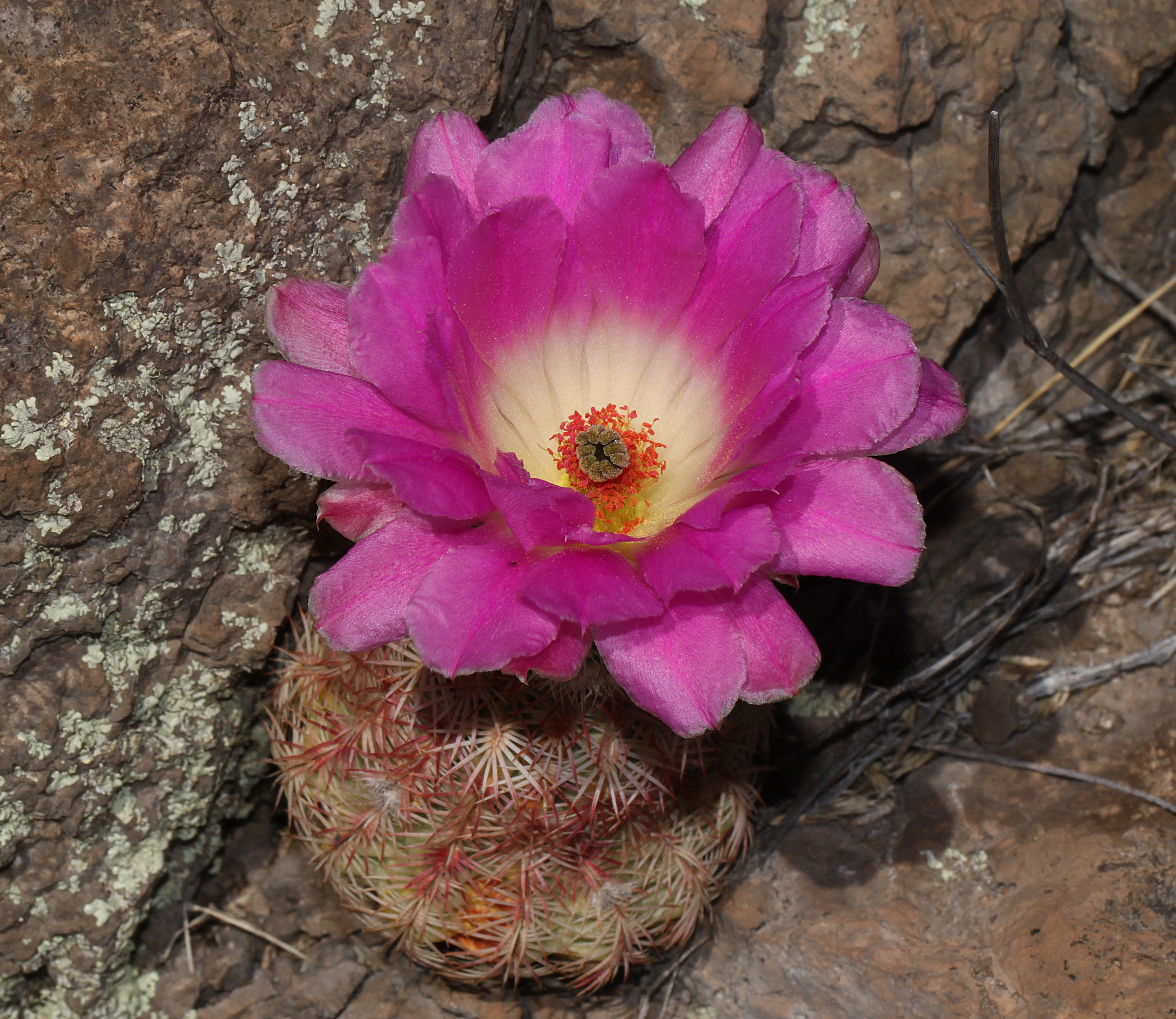
Blüte

Echinocereus pectinatus ist eine Pflanzenart in der Gattung Echinocereus aus der Familie der Kakteengewächse (Cactaceae). Das Artepitheton pectinatus stammt aus dem Lateinischen, bedeutet ‚gekämmt‘ und verweist auf die Anordnung der Dornen der Art. Englische Trivialnamen sind „Comb Hedgehog Cactus“, „Lace Cactus“, „Purple Candle Cactus“ und „Rainbow Cactus“.

## Beschreibung
Echinocereus pectinatus wächst aufrecht kugelförmig bis zylindrisch, gewöhnlich einzeln und wird dabei 8 bis 35 Zentimeter lang und 3 bis 13 Zentimeter im Durchmesser groß. Die Pflanzenkörper sind ganz von kammförmig angeordneten Dornen umhüllt, die weiße und rosafarbene Zonen bilden. Die 12 bis 23 Rippen sind stumpf. Sie sind mit dichtstehenden, elliptischen, anfangs kurz weißfilzigen etwa 3 Millimeter langen Areolen besetzt. Die 12 bis 30 Randdornen sind kammförmig nach zwei Seiten gerichtet, etwas zurückgebogen und 5 bis 15 Millimeter lang mit weißlicher bis rosafarbener Tönung. Die 1 bis 5 Mitteldornen variieren farblich zwischen gelblich, rosa bis bräunlich und sind zwischen 1 und 25 Millimeter lang.
Die seitlich am Stamm erscheinenden trichterförmigen Blüten werden 5 bis 15 Zentimeter im Durchmesser groß und sind tief rosa. Die Blütenröhre ist von außen weißfilzig bedornt. Die runden bis elliptisch geformten violetten und fleischigen Früchte sind bedornt.

## Verbreitung, Systematik und Gefährdung
Echinocereus pectinatus ist in den mexikanischen Bundesstaaten Aguascalientes, Chihuahua, Coahuila, Durango, Guanajuato, Nuevo León, San Luis Potosí, Sonora, Tamaulipas, Zacatecas sowie im Südwesten der Vereinigten Staaten von Amerika verbreitet.
Die Erstbeschreibung erfolgte 1838 durch Michael Joseph François Scheidweiler als Echinocactus pectinatus. George Engelmann stellte die Art 1848 in die Gattung Echinocereus.
Es werden folgende Unterarten unterschieden:
- Echinocereus pectinatus subsp. pectinatus
- Echinocereus pectinatus subsp. rutowiorum W.Blum
- Echinocereus pectinatus subsp. wenigeri (L.D.Benson) W.Blum & Rutow:
 Die Unterart wurde ursprünglich von Lyman David Benson 1968 als Varietät von Echinocereus pectinatus beschrieben.[5] Wolfgang Blum und Jürgen Rutow stellten sie 1998 als Unterart zu Echinocereus pectinatus.[6] Die Unterart kommt vorwiegend im Osten von Texas vor. Sie hat typischerweise immer 1 bis 3 Mitteldornen und magentafarbene Blüten.

In der Roten Liste gefährdeter Arten der IUCN wird die Art als „Least Concern (LC)“, d. h. als nicht gefährdet geführt.

## Nachweise